# کتاب کمیک

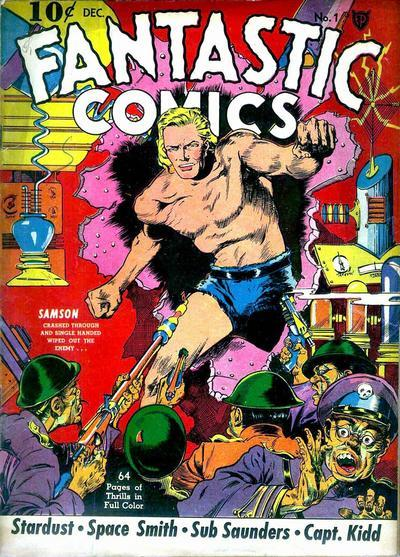
قالب متداول روی جلد کتاب‌های مصور شماره، تاریخ، قیمت و ناشر را به همراه تصویر نمایش می‌دهد.

کتاب کُمیک (به انگلیسی: Comic book) یا کتاب داستان‌های مصور که همچنین معروف به مجلهٔ کامیک نیز هست، اشاره به محصولات منتشره‌ای دارد که شامل کمیک و تلفیقی از سری تصاویر فکاهی است که به شکل پنل‌هایی می‌باشد که معمولاً به همراه یک توصیف کوتاه هستند؛ این توصیفات معمولاً به شکل بالن که گفت‌وگویی میان شخصیت‌هاست نشان داده
دی سی کمیک
مارول کمیک
معروف‌ترین تولیدکننده‌های کمیک هستند.

## مقالات وابسته
- کامیکس
- کارتون
- فرایند بن دی
- مرجع کد کمیک
- کارتونیست